# Doris Willette
Doris Willette (Lafayette, 11 febbraio 1988) è una schermitrice statunitense.

## Palmarès
In carriera ha conseguito i seguenti risultati:
- Giochi Panamericani:

Guadalajara 2011: oro nel fioretto a squadre.